# نيويورك ديلي نيوز
«ديلي نيوز» هي صحيفة أمريكية يومية مقرها نيويورك. وهي رابع أوسع الصحف الأمريكية انتشاراً.
ديلي نيوز هي أول صحيفة في الولايات المتحدة تطبع بشكل تابلويد (تصميم صحيفة)، وقد أنشئت عام 1919، ويديرها حالياً «مورتايمر زوكرمان».